# Lille Acksjön (Skogsbygdens socken, Västergötland)
Lille Acksjön är en sjö i Vårgårda kommun i Västergötland och ingår i Göta älvs huvudavrinningsområde. Sjöns area är 0,024 kvadratkilometer och den är belägen 208 meter över havet.